# Élections régionales de 2004 en Picardie
Pour un article plus général, voir Élections régionales françaises de 2004.

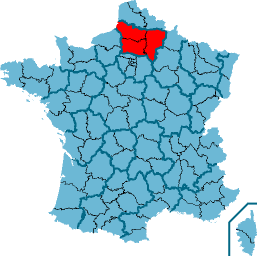
La région Picardie

Les élections régionales ont eu lieu les 21 et 28 mars 2004. La région bascule à gauche, Claude Gewerc étant élu à la faveur d'une triangulaire face au ministre de l'Éducation nationale Gilles de Robien et après ralliement de la liste PCF à la liste socialiste.

## Mode de scrutin
Le mode de scrutin a été défini par la loi du 11 avril 2003. Il s'agit d'un scrutin proportionnel à deux tours avec prime majoritaire. 	 
Contrairement aux élections de 1998, c'est désormais la région et non plus le département qui conduit une liste. Toutefois, afin de permettre aux électeurs d'identifier facilement les candidats de leur département, les listes comporteront des « sections départementales ».
Les principales dispositions du mode de scrutin sont :
- les citoyens élisent les conseillers régionaux :
  - pour six ans, au scrutin de liste,
  - selon un système mixte combinant les règles des scrutins majoritaire et proportionnel, en un ou deux tours,
  - sans panachage ou vote préférentiel, tout bulletin modifié en quoi que ce soit par un électeur étant déclaré nul ;
- les listes sont déposées au niveau régional, mais les candidats sont répartis entre les départements (on parle de sections départementales) constituant la région ;
- le nombre de sièges à attribuer pour chaque liste est calculé globalement au niveau régional, puis réparti entre les sections départementales en fonction du nombre de suffrages obtenus dans chaque section ;
- lors du premier tour de scrutin, 	 
  - si une liste obtient la majorité absolue des suffrages exprimés, elle obtient le quart des sièges à pourvoir. Les autres sièges sont répartis à la représentation proportionnelle entre toutes les listes ayant obtenu au moins 5 % des suffrages,
  - sinon, il est procédé à un second tour la semaine suivante ;
- seules les listes ayant obtenu plus de 10 % des suffrages exprimés au premier tour peuvent se maintenir au second tour de scrutin et éventuellement fusionner avec les listes ayant obtenu au moins 5 % des suffrages ;
- au second tour, la liste qui arrive en tête obtient un quart des sièges à pourvoir. Les autres sièges sont répartis à la représentation proportionnelle entre les listes ayant obtenu au moins 5 % des suffrages exprimés au second tour.

## Résultats de 1998
| Tête de liste  | Tête de liste                       | Liste          | Premier tour | Premier tour | Second tour | Second tour | Sièges (57) | Sièges (57) |
| Tête de liste  | Tête de liste                       | Liste          | #            | %            | #           | %           | #           | %           |
| -------------- | ----------------------------------- | -------------- | ------------ | ------------ | ----------- | ----------- | ----------- | ----------- |
|                | Gauche plurielle PS- PCF-PRG        | 226 395        | 30,49        | 22           | 38,60       |             |             |             |
|                | RPR-UDF*                            | 210 509        | 28,35        | 19           | 33,33       |             |             |             |
|                | Front national                      | 137 150        | 18,47        | 11           | 19,30       |             |             |             |
|                | LO                                  | 50 684         | 6,83         | 3            | 5,26        |             |             |             |
|                | Chasse, pêche, nature et traditions | 36 685         | 4,94         | 1            | 1,75        |             |             |             |
|                | Les Verts                           | 35 562         | 4,79         | 1            | 1,75        |             |             |             |
|                | GE-MEI-Divers écologistes           | 26 022         | 3,50         |              |             |             |             |             |
|                | Divers droite                       | 6 735          | 0,91         |              |             |             |             |             |
|                | Mouvement pour la France            | 6 626          | 0,89         |              |             |             |             |             |
|                | Divers                              | 5 863          | 0,79         |              |             |             |             |             |
|                |                                     |                |              |              |             |             |             |             |
| Inscrits       | Inscrits                            | Inscrits       | 1 258 369    | 100,00       |             |             |             |             |
| Abstentions    | Abstentions                         | Abstentions    | 479 039      | 38,07        |             |             |             |             |
| Votants        | Votants                             | Votants        | 779 330      | 65,40        |             |             |             |             |
| Blancs et nuls | Blancs et nuls                      | Blancs et nuls | 36 829       | 4,73         |             |             |             |             |
| Exprimés       | Exprimés                            | Exprimés       | 742 231      | 95,27        |             |             |             |             |

* liste du président sortant
Charles Baur, président UDF sortant, est réélu grâce au vote des conseillers FN.

## Contexte régional
Après l'épisode de 1998 qui a vu la réélection de Charles Baur à la tête de la région, grâce au voix du Front national, le Conseil régional de Picardie a fonctionné pendant 6 ans avec un exécutif minoritaire s'appuyant sur des majorités de circonstance.
Après les législatives de 2002, qui ont permis l'élection de plusieurs conseillers régionaux de droite (François-Michel Gonnot et Éric Woerth dans l'Oise ; Alain Gest et Stéphane Demilly dans la Somme), le nouveau parti présidentiel Union pour un mouvement populaire, a pris une part importante au sein de l'assemblée régionale. En effet, la plupart des élus UDF l'ayant rejoint, l'équilibre à droite passe de 10 RPR et 9 UDF en 1998, à 16 UMP et 3 UDF en 2003. 

La gauche connaît peu de changement en 6 ans, à part en 1999 la démission de Walter Amsallem ancien président socialiste du conseil régional de 1983 à 1985 et l'arrivée d'un radical de gauche en 2001 qui siégea avec les communistes.

 Le groupe du Front national, composé au départ de 11 membres diminua en 1999 à la suite du départ de trois élus ayant rejoint le MNR de Bruno Mégret.
A la veille des élections régionales de 2004, Charles Baur, président depuis 1985 veut se présenter encore une fois à la tête de la région. Mais avec une image dégradée à la suite de son alliance avec le FN, il est convaincu par l'UMP de renoncer.

### Conseil régional sortant

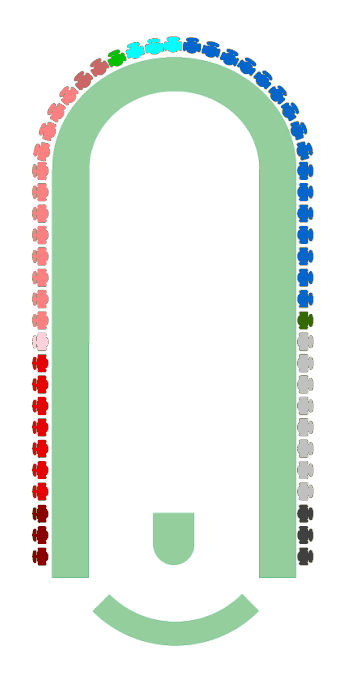
Assemblée sortante

| Parti                                  | Sigle | Sigle     | Élus | Groupe                            |
| -------------------------------------- | ----- | --------- | ---- | --------------------------------- |
| Opposition de Gauche (23 sièges)       |       |           |      |                                   |
| Parti socialiste                       |       | PS        | 12   | Socialiste                        |
| Parti communiste français              |       | PCF       | 7    | Communiste et Progressiste        |
| Parti radical de gauche                |       | PRG       | 1    | Communiste et Progressiste        |
| Mouvement républicain et citoyen       |       | MRC       | 2    | MRC - Verts                       |
| Les Verts                              |       | Les Verts | 1    | MRC - Verts                       |
| Majorité (20 sièges)                   |       |           |      |                                   |
| Union pour un mouvement populaire      |       | UMP       | 13   | Intergroupe UMP-UDF et apparentés |
| Union pour la démocratie française     |       | UDF       | 2    | Intergroupe UMP-UDF et apparentés |
| Chasse, pêche, nature et traditions    |       | CPNT      | 1    | Intergroupe UMP-UDF et apparentés |
| Union pour un mouvement populaire      |       | UMP       | 3    | UMP/UDF                           |
| Union pour la démocratie française     |       | UDF       | 1    | UMP/UDF                           |
| Extrême droite (11 sièges)             |       |           |      |                                   |
| Front national                         |       | FN        | 8    | Front national                    |
| Mouvement national républicain         |       | MNR       | 3    | Mouvement national républicain    |
| Opposition d'Extrême gauche (3 sièges) |       |           |      |                                   |
| Lutte ouvrière                         |       | LO        | 3    | Lutte ouvrière                    |
| Président du Conseil Régional          |       |           |      |                                   |
| Charles Baur (UMP)                     |       |           |      |                                   |

## Candidats
Pour la première fois depuis le séisme électoral du 21 avril 2002 et la vague bleue des élections législatives (13 députés de droite sur 18 en Picardie), les Français sont appelés aux urnes.
Un poids lourd de la droite picarde est choisi pour mener la liste de la Majorité présidentielle, Gilles de Robien seul ministre UDF du gouvernement Raffarin. La Picardie fait alors partie des 6 régions où une alliance UMP-UDF a lieu dès le 1er tour.

La gauche, animée par un esprit de revanche à la suite de l'épisode de 1998, part quant à elle divisée en deux listes. Claude Gewerc, conseiller régional de l'Oise depuis 1998 a été choisi pour mener la liste socialiste Picardie à Gauche, en union avec Les Verts et les radicaux de gauche. Contrairement au scrutin précédent, les communistes ont décidé de monter leur propre liste Colère et espoir avec à leur tête le député d'Amiens, Maxime Gremetz.

Le Front national souhaite profiter de la surprise du 21 avril 2002, pour confirmer son bon résultat de 1998. Même si le nouveau mode de scrutin ne le favorise pas (à cause de la prime majoritaire), le parti de Jean-Marie Le Pen espère jouer les arbitres.

Lutte ouvrière et la Ligue communiste révolutionnaire renouvellent leur alliance qui avait permis l'élection de 3 conseillers régionaux 6 ans plus tôt et souhaite rééditer la percée de l'extrême-gauche de l'élection présidentielle (12,58 % cumulé en Picardie).

### Présentation générale
- LO-LCR : Roland Szpirko, conseiller municipal à Creil (Oise)
- PCF : Maxime Gremetz, député de la Somme.
- PS-Les Verts-PRG : Claude Gewerc (PS), maire de Clermont (Oise).
- UDF-UMP, : Gilles de Robien(UDF) ministre des Transports depuis 2002, ancien maire d'Amiens et ancien député de la Somme.
- FN Pour la Picardie et le peuple Français: Michel Guiniot, conseiller régional sortant, conseiller municipal de Noyon, conseiller communautaire du Pays Noyonnais, secrétaire régional du Front National en Picardie et secrétaire général du syndicat de défense des commerçants artisans.

### Têtes de liste

Roland Szpirko
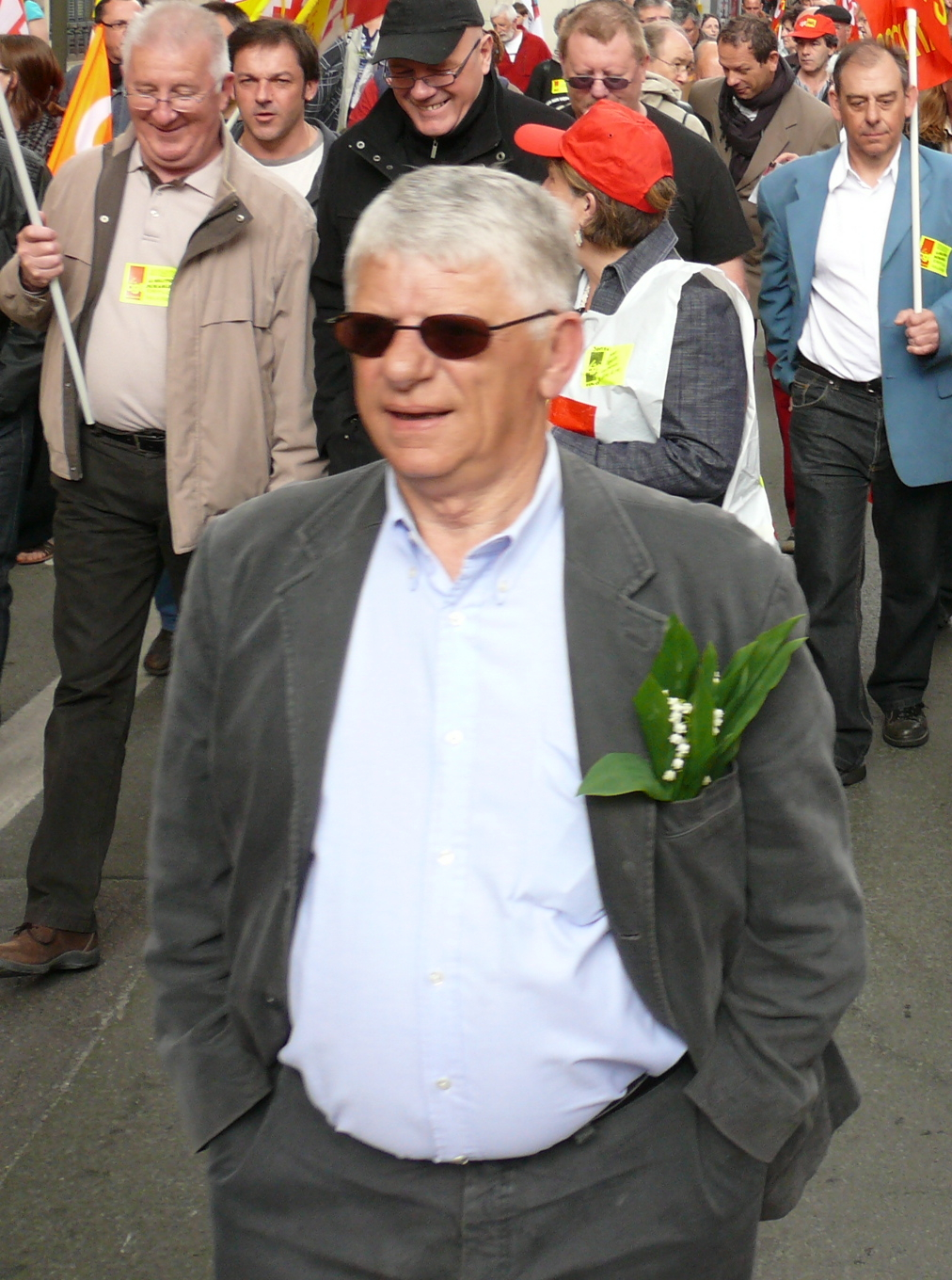
Maxime Gremetz
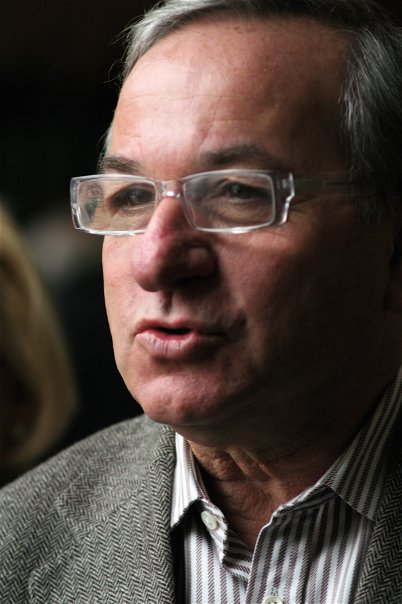
Claude Gewerc
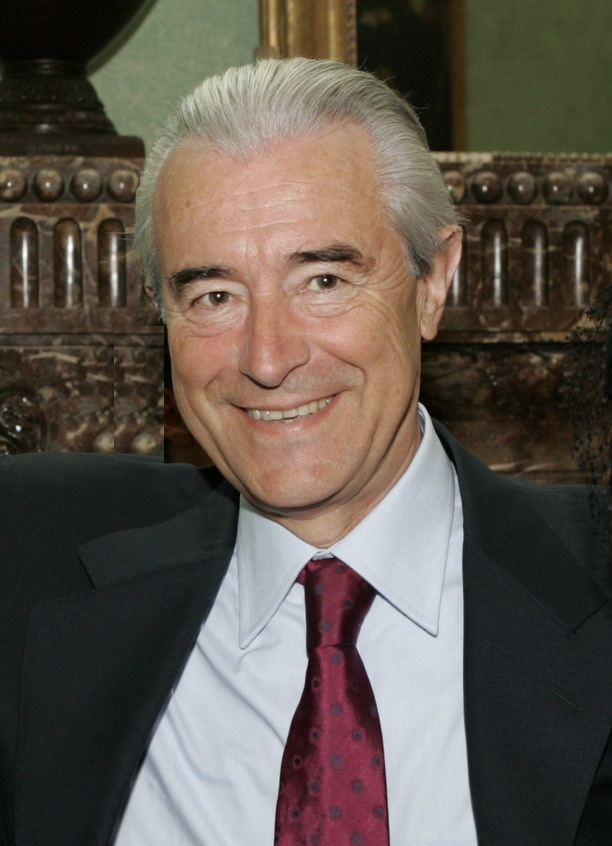
Gilles de Robien
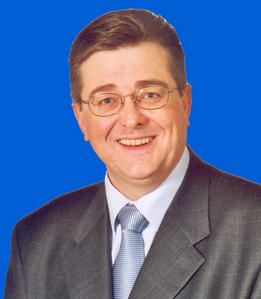
Michel Guiniot

### Listes départementales

#### 1ertour
| Listes | Listes                    | Aisne                 | Oise                  | Somme                |
| ------ | ------------------------- | --------------------- | --------------------- | -------------------- |
|        | Liste Szpirko (LO)        | Jean-Loup Pernelle    | Roland Szpirko        | Bruno Paleni         |
|        | Liste Gremetz (PCF)       | Michèle Cahu          | Daniel Beurdeley      | Maxime Gremetz       |
|        | Liste Gewerc (PS)         | Michèle Baullard      | Claude Gewerc         | Didier Cardon        |
|        | Liste de Robien (UDF/UMP) | Renaud Bellière (UDF) | Caroline Cayeux (UMP) | Jérôme Bignon (UMP)* |
|        | Liste Guiniot (FN)        | Franck Briffaut       | Michel Guiniot        | Pierre Descaves      |

* Gilles de Robien est en quatrième position sur la liste départementale de la Somme.

#### 2etour
| Listes | Listes                    | Aisne                 | Oise                  | Somme                |
| ------ | ------------------------- | --------------------- | --------------------- | -------------------- |
|        | Liste Gewerc (PS-PCF)     | Michèle Baullard (PS) | Claude Gewerc (PS)    | Maxime Gremetz (PCF) |
|        | Liste de Robien (UDF/UMP) | Renaud Bellière (UDF) | Caroline Cayeux (UMP) | Jérôme Bignon (UMP)* |
|        | Liste Guiniot (FN)        | Franck Briffaut       | Michel Guiniot        | Pierre Descaves      |

* Gilles de Robien est en quatrième position sur la liste départementale de la Somme.

## Résultats

### Régionaux
|                | Gilles de Robien sortant Union pour la démocratie française (UMP) | 247 425   | 32,26  | 299 518   | 35,76  | 15 26,4 % |  |  |
|                | Claude Gewerc Parti socialiste                                    | 210 338   | 27,42  | 379 663   | 45,58  | 34 59,6 % |  |  |
|                | Maxime Gremetz Parti communiste français                          | 83 282    | 10,86  | 379 663   | 45,58  | 34 59,6 % |  |  |
|                | Michel Guiniot Front national                                     | 175 940   | 22,94  | 155 858   | 18,66  | 8 14,0 %  |  |  |
|                | Roland Szpirko Lutte ouvrière (LCR)                               | 49 995    | 6,52   |           |        |           |  |  |
|                |                                                                   |           |        |           |        |           |  |  |
| Inscrits       | Inscrits                                                          | 1 279 094 | 100,00 | 1 279 000 | 100,00 |           |  |  |
| Abstentions    | Abstentions                                                       | 469 432   | 36,70  | 414 253   | 32,39  |           |  |  |
| Votants        | Votants                                                           | 809 662   | 63,30  | 864 747   | 67,61  |           |  |  |
| Blancs et nuls | Blancs et nuls                                                    | 42 682    | 5,27   | 29 707    | 3,44   |           |  |  |
| Exprimés       | Exprimés                                                          | 766 980   | 94,73  | 835 040   | 96,56  |           |  |  |

### Départementaux

#### Aisne
| Tête de liste  | Tête de liste      | Liste            | Premier tour | Premier tour | Second tour | Second tour | Sièges | Sièges |
| Tête de liste  | Tête de liste      | Liste            | #            | %            | #           | %           | #      | %      |
| -------------- | ------------------ | ---------------- | ------------ | ------------ | ----------- | ----------- | ------ | ------ |
|                | Michèle Baullard   | PS-Les Verts-PRG | 65 141       | 30,11        | 112 268     | 47,55       | 10     | 62,5   |
|                | Michèle Cahu       | PCF              | 18 857       | 8,72         | 112 268     | 47,55       | 10     | 62,5   |
|                | Renaud Bellière    | UDF-UMP          | 65 114       | 30,10        | 76 437      | 32,37       | 4      | 25     |
|                | Franck Briffaut    | FN               | 52 117       | 24,09        | 47 414      | 20,08       | 2      | 12,5   |
|                | Jean-Loup Pernelle | LO-LCR           | 15 090       | 6,98         |             |             |        |        |
|                |                    |                  |              |              |             |             |        |        |
| Inscrits       | Inscrits           | Inscrits         | 366 572      | 100,00       | 366 582     | 100,00      |        |        |
| Abstentions    | Abstentions        | Abstentions      | 138 229      | 37,71        | 122 075     | 33,30       |        |        |
| Votants        | Votants            | Votants          | 228 343      | 62,29        | 244 507     | 66,70       |        |        |
| Blancs et nuls | Blancs et nuls     | Blancs et nuls   | 12 024       | 5,27         | 8 388       | 3,43        |        |        |
| Exprimés       | Exprimés           | Exprimés         | 216 319      | 94,73        | 236 119     | 96,57       |        |        |

#### Oise
| Tête de liste  | Tête de liste    | Liste            | Premier tour | Premier tour | Second tour | Second tour | Sièges | Sièges |
| Tête de liste  | Tête de liste    | Liste            | #            | %            | #           | %           | #      | %      |
| -------------- | ---------------- | ---------------- | ------------ | ------------ | ----------- | ----------- | ------ | ------ |
|                | Caroline Cayeux  | UMP-UDF          | 98 166       | 32,90        | 118 905     | 36,64       | 6      | 26,09  |
|                | Claude Gewerc    | PS-Les Verts-PRG | 83 969       | 28,14        | 139 686     | 43,05       | 13     | 56,52  |
|                | Daniel Beurdeley | PCF              | 22 377       | 7,50         | 139 686     | 43,05       | 13     | 56,52  |
|                | Michel Guiniot   | FN               | 74 400       | 24,93        | 65 897      | 20,31       | 4      | 17,39  |
|                | Roland Szpirko   | LO-LCR           | 19 465       | 6,52         |             |             |        |        |
|                |                  |                  |              |              |             |             |        |        |
| Inscrits       | Inscrits         | Inscrits         | 512 293      | 100,00       | 512 251     | 100,00      |        |        |
| Abstention     | Abstention       | Abstention       | 198 999      | 38,84        | 177 541     | 34,66       |        |        |
| Votants        | Votants          | Votants          | 313 294      | 61,16        | 334 710     | 65,34       |        |        |
| Blancs et nuls | Blancs et nuls   | Blancs et nuls   | 14 917       | 4,76         | 10 222      | 3,05        |        |        |
| Exprimés       | Exprimés         | Exprimés         | 298 377      | 95,24        | 324 488     | 96,95       |        |        |

#### Somme
| Tête de liste  | Tête de liste   | Liste            | Premier tour | Premier tour | Second tour | Second tour | Sièges | Sièges |
| Tête de liste  | Tête de liste   | Liste            | #            | %            | #           | %           | #      | %      |
| -------------- | --------------- | ---------------- | ------------ | ------------ | ----------- | ----------- | ------ | ------ |
|                | Jérôme Bignon   | UMP-UDF          | 84 145       | 33,35        | 103 239     | 37,62       | 5      | 27,78  |
|                | Didier Cardon   | PS-Les Verts-PRG | 61 228       | 24,27        | 128 646     | 46,88       | 11     | 61,11  |
|                | Maxime Gremetz  | PCF              | 42 048       | 16,67        | 128 646     | 46,88       | 11     | 61,11  |
|                | Pierre Descaves | FN               | 49 423       | 19,59        | 42 548      | 15,50       | 2      | 11,11  |
|                | Bruno Paleni    | LO-LCR           | 15 440       | 6,12         |             |             |        |        |
|                |                 |                  |              |              |             |             |        |        |
| Inscrits       | Inscrits        | Inscrits         | 400 229      | 100,00       | 400 167     | 100,00      |        |        |
| Abstention     | Abstention      | Abstention       | 132 204      | 33,03        | 114 637     | 28,65       |        |        |
| Votants        | Votants         | Votants          | 268 025      | 66,97        | 285 530     | 71,35       |        |        |
| Blancs et nuls | Blancs et nuls  | Blancs et nuls   | 15 741       | 5,87         | 11 097      | 3,89        |        |        |
| Exprimés       | Exprimés        | Exprimés         | 252 284      | 94,13        | 274 433     | 96,11       |        |        |

## Conseil régional élu

### Elus
|            |                                    | 02 | 60 | 80 | TOTAL | TOTAL         | TOTAL                |
|            | Parti socialiste                   | 6  | 7  | 6  | 19    | 6             | Picardie à Gauche 34 |
|            | Parti communiste français          | 2  | 2  | 5  | 9     | 2             | Picardie à Gauche 34 |
|            | Les Verts                          | 2  | 2  | 1  | 5     | 4             | Picardie à Gauche 34 |
|            | Parti radical de gauche            | /  | 1  | /  | 1     | en stagnation | Picardie à Gauche 34 |
|            | Union pour un mouvement populaire  | 2  | 2  | 2  | 6     | 8             | Aimer la Picardie 15 |
|            | Union pour la démocratie française | 2  | 2  | 2  | 6     | 1             | Aimer la Picardie 15 |
|            | Divers droite                      | /  | 2  | 1  | 3     | 3             | Aimer la Picardie 15 |
|            | Front national                     | 2  | 4  | 2  | 8     | en stagnation | Front national 8     |
| TOTAL ÉLUS | TOTAL ÉLUS                         | 16 | 23 | 18 | 57    | 57            | 57                   |

### Groupes politiques

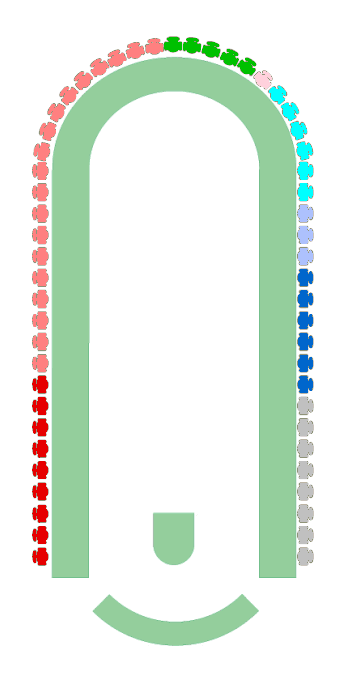
Assemblée élue par partis

| Parti                              | Sigle | Sigle     | Élus | Groupe                                    |
| ---------------------------------- | ----- | --------- | ---- | ----------------------------------------- |
| Majorité (34 sièges)               |       |           |      |                                           |
| Parti socialiste                   |       | PS        | 19   | Socialiste                                |
| Parti communiste français          |       | PCF       | 9    | Communiste et Républicain                 |
| Les Verts                          |       | Les Verts | 5    | Verts et PRG                              |
| Parti radical de gauche            |       | PRG       | 1    | Verts et PRG                              |
| Opposition de Droite (15 sièges)   |       |           |      |                                           |
| Union pour un mouvement populaire  |       | UMP       | 6    | Aimer la Picardie UMP-UDF et Non-inscrits |
| Union pour la démocratie française |       | UDF       | 6    | Aimer la Picardie UMP-UDF et Non-inscrits |
| Divers droite                      |       | DVD       | 3    | Aimer la Picardie UMP-UDF et Non-inscrits |
| Opposition FN (8 sièges)           |       |           |      |                                           |
| Front national                     |       | FN        | 8    | Front national                            |
| Président du Conseil Régional      |       |           |      |                                           |
| Claude Gewerc (Parti socialiste)   |       |           |      |                                           |

### Élection du Président du Conseil régional
Pour la première fois depuis 1986, une liste obtient la majorité absolue au conseil régional, grâce au nouveau mode de suffrage. L'Union de la gauche, (socialistes, communistes, écologistes et radicaux de gauche) possédant 34 sièges sur 57, un seul tour de scrutin fut suffisant pour permettre l'élection de Claude Gewerc à la présidence de la région.

Maxime Gremetz fut ensuite élu 1er vice-président de la région, chargé de l'action économique et de l'emploi ; c'est le seul communiste à ce poste en France.
| Candidats           | Partis   | Partis   | Premier tour | Premier tour |
| Candidats           | Partis   | Partis   | Voix         | %            |
| ------------------- | -------- | -------- | ------------ | ------------ |
| Claude Gewerc       |          | PS       | 34           | 59,64        |
| Caroline Cayeux     |          | UMP      | 15           | 26,32        |
| Michel Guiniot      |          | FN       | 8            | 14,04        |
|                     |          |          |              |              |
| Inscrits            | Inscrits | Inscrits | 57           | 100,00       |
| Exprimés            | Exprimés | Exprimés | 57           | 100,00       |
| * président sortant |          |          |              |              |

### Exécutif
| Titulaire | Titulaire              | Fonction            | Compétences                                                              |
| --------- | ---------------------- | ------------------- | ------------------------------------------------------------------------ |
|           | Claude Gewerc          | Président           |                                                                          |
|           | Maxime Gremetz         | 1er Vice-président  | Emploi, Développement économique, Industrie                              |
|           | Arnaud Caron           | 2e Vice-président   | Finances, Planification, Organisation                                    |
|           | Michèle Baullard       | 3e Vice-présidente  | Aménagement du territoire, Développement durable, TIC                    |
|           | Didier Cardon          | 4e Vice-président   | Formation tout au long de la vie                                         |
|           | Laurence Rossignol     | 5e Vice-présidente  | Vivre ensemble, Jeunesse, Vie associative, Economie sociale et solidaire |
|           | Daniel Beurdeley       | 6e Vice-président   | Transports                                                               |
|           | Michèle Cahu           | 7e Vice-présidente  | Coopération décentralisée, Europe                                        |
|           | Olivier Chapuis-Roux   | 8e Vice-président   | Sports, Loisirs et Traditions populaires                                 |
|           | Pascal Dacheux         | 9e Vice-président   | Agriculture, Environnement                                               |
|           | Anne Ferreira          | 10e Vice-présidente | Tourisme et Transport technologique                                      |
|           | Frédéric Fillon-Quibel | 11e Vice-président  | Lycées                                                                   |
|           | Béatrice Lejeune       | 12e Vice-présidente | Logement                                                                 |
|           | Annie-Claude Leuliette | 13e Vice-présidente | Insertion et lutte contre la discrimination                              |
|           | Colette Michaux        | 14e Vice-présidente | Santé                                                                    |
|           | Alain Reuter           | 15e Vice-président  | Culture                                                                  |